# قول شرف (مجموعه تلویزیونی)
قول شرف (به ترکی استانبولی: Şeref sözü) یک مجموعه تلویزیونی درام و اکشن ترکیه‌ای  به کارگردانی جودت مرجان و نویسندگی اِدا تزجان است که از ۱۴ اکتبر ۲۰۲۰ تا ۴ نوامبر ۲۰۲۰ در شو تی‌وی با امضای TIMS&B Productions پخش شد.